# Valun
Valun je naselje na otoku Cresu, koje administrativno pripada gradu Cresu. 

## Zemljopisni položaj
Smješteno je na južnom dijelu Valunskog zaljeva između dviju šljunkovitih plaža. Valunski zaljev nalazi se nešto južnije od Creskog.
Najbliža naselja su Zbičina (1 km jugozapadno) i Pernat (3 km sjeverozapadno).

## Povijest
Mjesto Valun je nastalo kao luka starog naselja Bućev čiji su ostaci nađeni kod crkve svetog Marka. Uz tu crkvu i poznatu Valunsku ploču iz 11. stoljeća, znamenitost je i glagoljski lapidarij koji prikazuje kopije najstarijih glagoljskih natpisa iz Istre, Kvarnera i Dalmacije.

## Stanovništvo
Prema popisu stanovništva iz 2011. godine u Valunu živi 65 stanovnika.
| broj stanovnika | 189   | 190   | 262   | 264   | 258   | 266   | 286   | 240   | 231   | 173   | 126   | 81    | 63    | 68    | 62    | 65    | 64    |
|                 | 1857. | 1869. | 1880. | 1890. | 1900. | 1910. | 1921. | 1931. | 1948. | 1953. | 1961. | 1971. | 1981. | 1991. | 2001. | 2011. | 2021. |

## Gospodarstvo
Valun je gospodarski orijentiran na ribarstvo, kampiranje i turizam.

## Značajni ljudi
- Bernard Balon
- Anton Benvin

## Galerija

### Sestrinski projekti
|  | Zajednički poslužitelj ima još gradiva o temi Valun |

### Mrežna sjedišta
- Grad Cres: Naselja na području grada Cresa
- Turistička zajednica Grada Cresa: Valun